# Acalyptris arenosus
Acalyptris arenosus là một loài bướm đêm thuộc họ Nepticulidae. Nó được miêu tả bởi Falkovitsh năm 1986. Nó được tìm thấy ở Turkmenistan và Uzbekistan.